# شب قهرمانان (۲۰۲۵)
رویداد شب قهرمانان ۲۰۲۵ که با نام شب قهرمانان: ریاض (به انگلیسی: WWE Night Of Champions: Riyadh) نیز تبلیغ می‌شود، یک رویداد کشتی حرفه‌ای بود که توسط پروموشن آمریکایی دبلیودبلیوئی تولید شده است. این رویداد، یازدهمین رویداد سالیانه شب قهرمانان بود که در روز شنبه ۲۸ ژوئن ۲۰۲۵ در ورزشگاه المملکه آرنا شهر ریاض، عربستان سعودی برگزار شد و شامل کشتی‌گیران برند راو و اسمک‌داون بود.
این دومین رویداد متوالی شب قهرمانان و در مجموع سیزدهمین رویدادی است که توسط دبلیودبلیوئی در عربستان برگزار شده است که بخشی از توافقنامه این شرکت با دولت این کشور در جریان برنامه چشم‌انداز ۲۰۳۰ این کشور است. این رویداد هم‌چنین با توجه به بازنشستگی جان سینا در پایان سال ۲۰۲۵، آخرین حضور او در رویداد شب قهرمانان و همین‌طور در عربستان سعودی بود.

## پس زمینه
شب قهرمانان، یک رویداد کشتی حرفه‌ای سالیانه است که توسط دبلیودبلیوئی از سال ۲۰۰۷ برگزار می‌شد و تا سال ۲۰۱۵ ادامه داشت و پس از آن تا سال ۲۰۲۳، برگزاری آن متوقف شد. در اوایل سال ۲۰۱۸، دبلیودبلیوئی یک توافق‌نامه همکاری ۱۰ ساله با وزارت ورزش عربستان سعودی در راستای برنامه چشم‌انداز ۲۰۳۰ این کشور آغاز کرد. در ۱۰ مه ۲۰۲۵، دبلیودبلیوئی اعلام کرد که یازدهمین رویداد شب قهرمانان در روز شنبه ۲۸ ژوئن ۲۰۲۵ در ورزشگاه المملکه آرنا در شهر ریاض برگزار خواهد شد و کشتی‌گیران دو برند اصلی این شرکت یعنی راو و اسمک‌داون در آن حضور خواهند داشت. هم‌چنین به جز این رویداد، شوی اسمک‌داون به تاریخ ۲۷ ژوئن نیز در عربستان برگزار می‌شود. این رویداد به صورت زنده از پیکاک در ایالات متحده و نتفلیکس در بیشتر بازارهای بین‌المللی پخش می‌شود.

### داستان‌ها
همانند سایر رویدادهای کشتی حرفه‌ای، داستان‌ها از پیش تعیین شده بوده و خطوط داستانی در شوهای هفتگی راو و اسمک‌داون جریان داشته و در پایان منتهی به یک مسابقه در پی‌پرویو می‌شوند.
در طول شوی اسمک‌داون به تاریخ ۶ ژوئن اعلام شد که بیست و چهارمین دوره تورنومنت کینگ آف د رینگ و سومین دوره تورنومنت کوئین آف د رینگ از شوی راو به تاریخ ۹ ژوئن آغاز خواهد شد و فینال این مسابقات در رویداد شب قهرمانان برگزار و برنده هر تورنومنت، یک مسابقه بر سر عنوان جهانی برند مربوط به خودش را در سامر اسلم دریافت می‌کند.
در شوی راو به تاریخ ۹ ژوئن، قهرمان بی چون و چرای دبلیودبلیوئی، جان سینا با رقیب دیرینه‌اش سی‌ام پانک روبه‌رو شد و پانک، سینا را به یک مسابقه بر سر عنوان جهانی در همان شب دعوت کرد. سینا دعوت پانک را پذیرفت، اما گفت مسابقه بایستی در عربستان سعودی برگزار شود (اشاره‌ای به انتقادات پانک از این کشور بابت مسائل حقوق بشری) که با موافقت پانک مواجه شد و متعاقبا این مسابقه رسمی شد.

## نتایج
| #                                                     | نتایج                                               | نوع مسابقه | مدت زمان |
| ----------------------------------------------------- | --------------------------------------------------- | --- | -------- |
| ۱                                                     | کودی رودز پیروز در مقابل رندی اورتن                 | فینال تورنومنت کینگ آف د رینگ با برد رودز، او به عنوان «کینگ آف د رینگ» شناخته شده و حق مسابقه بر سر عنوان قهرمانی بی چون و چرای دبلیودبلیوئی برند اسمک‌داون را در سامر اسلم به دست می‌آورد. | ۱۹:۴۵    |
| ۲                                                     | ریا ریپلی پیروز در مقابل راکل رودریگز               | مسابقه بدون قانون | ۱۴:۰۰    |
| ۳                                                     | سمی زین پیروز در مقابل کارین کراس (به همراه اسکارلت | مسابقه تک به تک عادی | ۱۳:۳۵    |
| ۴                                                     | سولو سیکوا پیروز در مقابل جیکوب فاتو (c)            | مسابقه تک به تک عادی برای عنوان قهرمانی ایالات متحده دبلیودبلیوئی | ۱۲:۰۵    |
| ۵                                                     | جید کارگیل پیروز در مقابل آسکا                      | فینال تورنومنت کوئین آف د رینگ با برد کارگیل، او به عنوان «کوئین آف د رینگ» شناخته شده و حق مسابقه بر سر عنوان قهرمانی زنان دبلیودبلیوئی برند اسمک‌داون را در سامر اسلم به دست می‌آورد.      | ۸:۳۵     |
| ۶                                                     | جان سینا (c) پیروز در مقابل سی‌ام پانک               | مسابقه تک به تک عادی برای عنوان قهرمانی بی چون و چرای دبلیودبلیوئی | ۲۶:۱۵    |
| - (c) – نشان‌دهنده قهرمان(هایی) است که به میدان می‌روند |                                                     | |          |